# Francisco de Vargas y Mejía
Francisco de Vargas y Mejía (Madrid, 1500 - Sisla, 1566) fue un importante jurista y diplomático español. De notable familia, perteneció al Consejo de Castilla con el emperador Carlos I, y después sirvió a Felipe II de España.

## Biografía
Realizó estudios en la Universidad de Alcalá, donde se licenció en Leyes. Fue fiscal del Consejo de Hacienda. En 1545 aparece en el Concilio de Trento como experto jurisconsulto del Emperador Carlos I por el reino de Castilla. Como tal viajó a Bolonia para protestar por el traslado de la asamblea conciliar, que fue decretado en marzo de 1547. Una vez hecha la protesta, vuelve a Trento en marzo de 1548, donde permanece al menos dos años.
Hacia enero de 1552 ya forma parte del Consejo Real de Castilla. Tras la suspensión del concilio en 1552, es nombrado embajador imperial en Venecia, puesto que mantiene durante el reinado de Felipe II hasta 1558. En agosto de 1559 recibió nombramiento de embajador en Viena, pero la muerte inesperada y casi simultánea de Paulo IV y del embajador imperial en Roma, Juan de Figueroa, hizo que este último puesto recayera sobre él. En ese cargo permaneció hasta octubre de 1563, cuando volvió a España. Es entonces cuando decide retirarse al monasterio de Santa María de Sisla, donde fallece tres años después.